# Kronika opętania
Kronika opętania (ang. The Possession) – amerykański horror z 2012 roku w reżyserii Ole Bornedala. Wyprodukowany przez wytwórnię filmową Lionsgate.
Zdjęcia kręcono w Vancouver. Światowa premiera filmu miała miejsce 31 sierpnia 2012 roku, natomiast w Polsce odbyła się 5 października 2012 roku.

## Opis fabuły
Stephanie i Clyde, którzy niedawno wzięli rozwód, dzielą się opieką nad dziećmi. Pewnego dnia ojciec zabiera je na wyprzedaż garażową. Tam najmłodsza córka, Em, znajduje niewielką drewnianą skrzynkę z tajemniczymi napisami, którą zabiera do domu. I wkrótce staje się bardzo nieprzyjemna, a nawet agresywna. Rodzice przypuszczają, że dziwne zachowanie dziecka wiąże się z ich rozwodem. Tymczasem dziewczynka ma coraz większą obsesję na punkcie skrzynki. Nie rozstaje się z nią ani na chwilę. W końcu matka dochodzi do wniosku, że dziecko cierpi na chorobę psychiczną. Jednak prawda okazuje się całkiem inna. Em, otwierając skrzynkę, uwolniła dybuka, czyli demona z żydowskiej tradycji, który w nią wstąpił... Rodzice dziewczyny jednoczą siły aby przerwać klątwę która opętała ich córkę...
Dybuk mówi w języku polskim, jako że skrzynka pochodzi z międzywojennej Polski. W pierwszej scenie filmu można usłyszeć słowa „Zjem Twoje serce”. Z Em dybuk także komunikuje się w języku polskim.

## Obsada
- Natasha Calis jako Emily „Em” Brenek
- Jeffrey Dean Morgan jako Clyde Brenek
- Kyra Sedgwick jako Stephanie Brenek
- Madison Davenport jako Hannah Brenek
- Grant Show jako Brett
- Quinn Lord jako Pupil
- Matisyahu jako Tzadok
- Jay Brazeau jako profesor McMannis
- Brenda Crichlow jako pani Shandy
- Anna Hagan jako Eleanor
- Ella Wade jako głos dybuka